# Herberg de Troost
Herberg de Troost is een Nederlands muziekcollectief rondom Jack Poels, vooral bekend als zanger van de Limburgse band Rowwen Hèze. 
Het collectief werd gevormd naar aanleiding van gedichten die Poels iedere twee weken publiceert in Dagblad de Limburger. De teksten van enkele van deze gedichten werden op muziek gezet door hemzelf en enkele collega-muzikanten. De opnames verschenen op 27 november 2009 op het album Langs de weg.
De leden van Herberg de Troost zijn Poels zelf (zang), Tren van Enckevort (toetsen), Skinnie (gitaar), Mo'Jones (bas, zang) en Sjoerd Rutten (drums).
Het album Langs de weg werd uitgebracht via het nieuwe platenlabel "PEEL", wat staat voor "Poels Enckevort Eigen Label". Poels en Van Enckevort richtten tegelijkertijd muziekuitgeverij "MAAS" op: "Muzikale Alliantie America Sevenum". Het album werd uitgebracht als reguliere cd en in een beperkte oplage met een gedichtenbundel, met daar alle gedichten die Poels voor Dagblad de Limburger schreef.
In maart 2010 werden enkele concerten van Herberg de Troost georganiseerd in een tot herberg omgebouwde locatie in Noord-Limburg. 

## Discografie

### Albums
| Album met eventuele hitnotering(en) in de Nederlandse Album Top 100 | Datum van verschijnen | Datum van binnenkomst | Hoogste positie | Aantal weken | Opmerkingen |
| ------------------------------------------------------------------- | --------------------- | --------------------- | --------------- | ------------ | ----------- |
| Langs de weg                                                        | 2009                  | 05-12-2009            | 67              | 6            |             |
| Rijstwafels met pindakaas                                           | 2012                  | 08-12-2012            | 64              | 1*           |             |
| Groente en fruit                                                    | 2014                  |                       |                 |              |             |
| Lichtblauwe lucht                                                   | 2017                  |                       |                 |              |             |